# 새턴 스카이

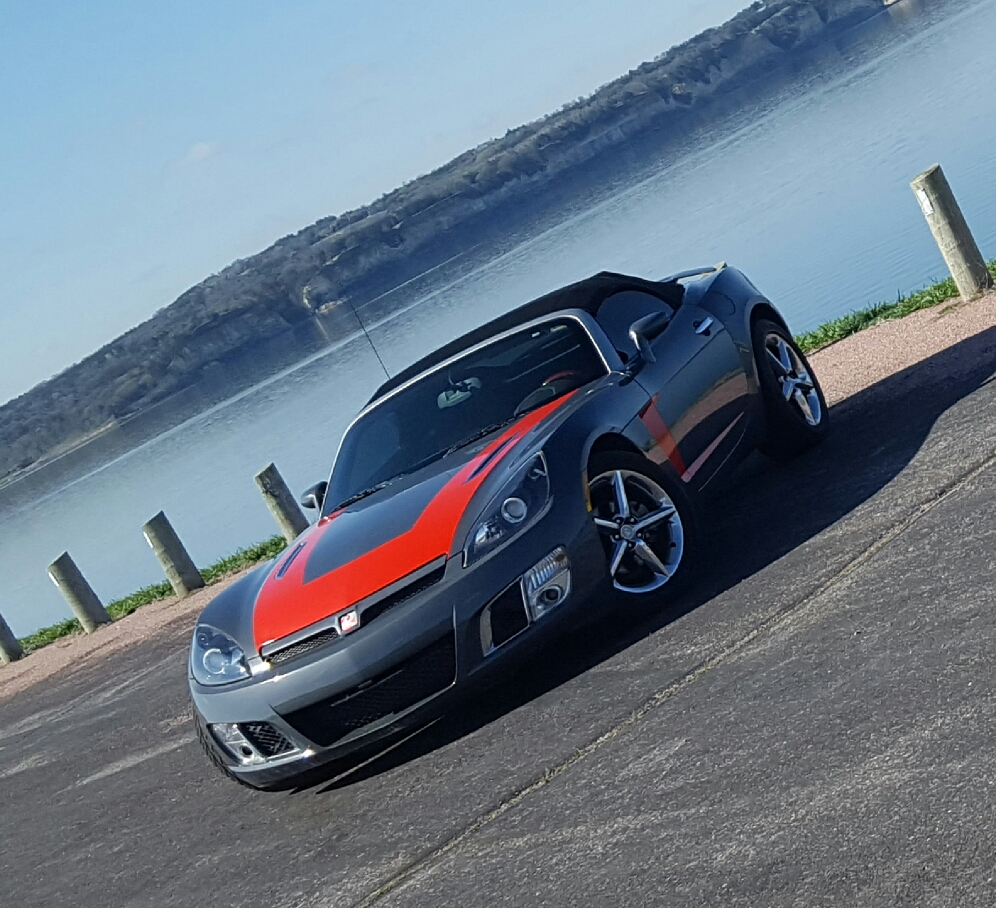
새턴 스카이 레드라인

새턴 스카이(Saturn Sky)는 미국 제너럴 모터스의 브랜드인 새턴에서 제작한 후륜구동 방식의 로드스터로 2006년 1분기에 발표되었다. 새턴 스카이는 폰티액 솔스티스와 카파 플랫폼(Kappa platform)을 공유하고 있다. 제너럴 모터스는 2005년 북미 국제 오토쇼에서 스카이의 컨셉 모델을 선보였고, 이어 2006년 오토쇼에서 양산모델을 발표했다. 미국 델라웨어주 월밍톤에 위치한 GM의 델라웨어 공장에서 생산하고 있으며, 이 공장에서는 폰티액 솔스티스와 오펠 GT도 함께 생산되고 있다. 새턴 스카이는 18인치(457밀리미터) 휠과 2.4리터 에코텍 LE5 직렬 4기통 엔진을 장착하고 있다. 2.4리터 엔진은 177마력(132킬로와트)을 낼 수 있고, 트윈 스크롤 터보차저 직분사 시스템(SIDI)이 장착된 2.0리터 엔진은 264마력을 낼 수 있다. 수동 및 자동변속기 모델이 있으며, 두 모델 모두 5단 기어로 되어 있다.
GM대우는 새턴 스카이 레드라인을 GM대우 G2X라는 이름으로 2006년 대한민국에 처음 소개하여, 2.0리터 264마력 트윈 스크롤 터보 5단 자동변속기 모델을 2007년 9월부터 판매했으나 1년 뒤 수입을 중지했다. 오펠 GT의 최신 모델도 새턴 스카이와 상표만 다른 같은 모델이다. GM에서 새턴과 폰티악 브랜드를 폐기하기로 하여 이 모델도 더 이상 생산할 수 없게 되었고, 2009년에 후속 없이 단종되었다. 동시에 이 차종을 생산한 델라웨어주 윌밍턴 공장 역시 폐쇄됐다.

## 세부 모델
| 세부 모델 | 엔진                          | 출력                  | 토크               | 변속기                                                               |
| --------- | ----------------------------- | --------------------- | ------------------ | -------------------------------------------------------------------- |
| 기본모델  | 2.4리터 에코텍 LE5 직렬 4기통 | 177마력 (132킬로와트) | 170ft·lbf (230N·m) | 5단 아이신(Aisin) AR-5 수동 변속기 (옵션: 5단 GM 5L40-E 자동 변속기) |
| 레드라인  | 2.0리터 에코텍 LNF 직렬 4기통 | 260마력 (194킬로와트) | 260ft·lbf (353N·m) | 5단 아이신(Aisin) AR-5 수동 변속기 (옵션: 5단 GM 5L40-E 자동 변속기) |

### 레드라인 모델
새턴 스카이 레드라인 모델은 2006년 4월 11일 뉴욕 오토쇼에서 처음 소개되었다. 레드라인 모델은 솔스티스 GXP에도 사용된 194킬로와트(260마력) 터보차저 방식의 지엠 에코텍엔진을 채택했다. 변속기는 아이신제 5단 수동 변속기가 기본이고, 자동 변속기는 선택 사양이었다.
레드라인은 표준 토크센싱(torque-sensing) 차동 제한 장치(LSD)와 표준 스태빌리트랙(StabiliTrak), 그리고 향상된 스포츠 현가장치가 장착되어 있었다. 외장도 개선되었는데, 2개의 배기구와 18인치 휠, 그리고 전면부의 디자인이 바뀌었다. 내장 역시 가죽으로 씌어진 스티어링 휠과 오디오 제어판, 자수로 장식된 좌석과 바닥 매트, 스테인레스 페달, 디지털 부스트 계기판 등등이 레드라인 모델을 위해 새로 장착되었다.
레드라인의 가격은 미국에서 2006년 3분기 출시 당시 29,025달러였고, 대한민국에서 2007년 9월 출시 당시 4,390만원으로 책정되었다.

## 제원 및 기술규격

### 기본 모델
- 시속 60마일 도달시간(0-96km/h) : 7.3초
- 시속 100마일 도달시간(0–160 km/h) : 21.9초
- 시속 5마일에서 시속 60마일 도달시간(8–96 km/h) : 7.7초
- 1/4마일 주파시간: 시속 88마일(141 km/h)로 15.9초 소요
- 최고속도 : 시속 197킬로미터(123 mph)
- 승차정원 : 2명

### 레드라인
- 시속 60마일 도달시간(0–96 km/h) : 5.5초
- 시속 100마일 도달시간(0–160 km/h) : 14.7초
- 시속 5마일에서 시속 60마일 도달시간(8–96 km/h) : 5.9초
- 1/4마일 주파시간: 시속 100마일(160 km/h)로 13.9초 소요
- 최고속도 : 시속 227킬로미터(141 mph)
- 승차정원 : 2명